# Biton monodentatus
Biton monodentatus är en spindeldjursart som beskrevs av Delle Cave 1978. Biton monodentatus ingår i släktet Biton och familjen Daesiidae. Inga underarter finns listade.